# Кодама Гэнтаро
Виконт Кодама Гэнтаро (16 марта 1852 — 23 июня 1906) — генерал японской императорской армии и министр правительства во время периода Мэйдзи в Японии. Он сыграл важную роль в создании современной японской императорской армии.

## Биография

### Ранние годы
Он родился в Токуяме, провинция Суо (современная префектура Ямагути) в семье самураев княжества Тёсю. Кодама начал свою боевую карьеру в 1868 году в войне Босин, выступая за реставрацию Мэйдзи против сил сёгуната Токугава. Он был назначен унтер-офицером 2 июня 1870 года, стал старшиной 10 декабря и был произведён в прапорщика 15 апреля 1871 года, он стал вторым лейтенантом 6 августа и произведён в лейтенанты 21 сентября. Он был произведен в капитаны 25 июля 1872 году и в майоры — 19 октября 1874 года.
Как солдат новосозданной японской императорской армии он участвовал в боевых действиях во время подавления Сацумского восстания. Позже он поступил в военное училище Осака Хейгакурё. Далее последовало быстрое продвижение: подполковник с 30 апреля 1880 года, полковник с 6 февраля 1883 года, генерал-майор с 24 августа 1889 года.

### Военная карьера
Кодама был назначен начальником штаба Высшей военной академии армии, где работал с немецким майором Якобом Меккелем, чтобы реорганизовать японскую военную систему по принципу прусской.
Кодама продолжал изучать военную науку в качестве военного атташе в Германии. После своего возвращения в Японию он был назначен заместителем военного министра в 1892 году.
После участия в японо-китайской войне (1894—1895) Кодама стал генерал-губернатором Тайваня. Во время своего пребывания в должности он много сделал для улучшения инфраструктуры на Тайване и облегчения условий жизни населения. Он был произведён в генерал-лейтенанты 14 октября 1896 года. Доказав, что является отличным администратором, Кодама провёл следующие десятилетия, работая в качестве министра армии при премьер-министре Ито Хиробуми. Кодама сохранил за собой пост и одновременно работал министром внутренних дел и министром образования при следующем премьер-министре Кацура Таро.
В 1902 году  Кодама Гэнтаро посетил Приамурский край Российской империи.
6 июня 1904 года Кодама был повышен до генерала. Однако маршал Ояма Ивао попросил его стать начальником Генерального штаба Маньчжурской армии во время русско-японской войны. Для него это был шаг назад с точки ранга, но, тем не менее, он решил занять должность, это была жертва, которая встретила поддержку в глазах народа. В русско-японской войне он руководил стратегией всей кампании, как генерал Каваками Сороку в Первой японо-китайской войне десять лет назад. После войны он был назначен начальником Генерального штаба японской императорской армии, но вскоре после этого умер.
Кодама быстрыми темпами был повышен в бароны и виконты в рамках системы Кадзоку, и его смерть в 1906 году от кровоизлияния в мозг была воспринята как национальное бедствие. После обращения сына Кодамы, Хидео, император Мэйдзи повысил последнего в звание графа. Кодама позже был удостоен чести возведения в ряды синтоистских ками; святыня в его честь до сих пор находится в его доме в городе Сюнан, префектура Ямагути, и на месте его летнего дома на Эносиме, Фудзисава, префектура Канагава.
За высказанную им однажды мысль, что «в политике, как и в битве, острый топор лучше тупого кинжала», Кадама Гэнтаро получил прозвище «министр-топор».